# Marek Střeštík
Marek Střeštík (Komárom, 1987. február 1. –) cseh válogatott labdarúgó. Édesanyja felvidéki magyar, édesapja cseh, anyanyelvi szinten beszél ezért magyarul, csehül és szlovákul.

## Mérkőzései a cseh válogatottban
| #  | Dátum             | Ellenfél | Eredmény | Kiírás              | Esemény |
| -- | ----------------- | -------- | -------- | ------------------- | ------- |
| 1. | 2008. március 26. | Dánia    | 1 – 1    | barátságos mérkőzés | 73'     |

## Pályafutása

### Junior évek

#### Komáromi FC
Hétévesen kezdett focizni a Komáromi FC-ben első edzője Molnár Ferenc volt. Kedvenc edzői Machata János és Michal Tot voltak a Komáromban. 

#### FK ZTS Bajmóctölgyes
Tizenöt évesen leigazolta a FK ZTS Máriatölgyes, az itt eltöltött időt felettébb nehéz időszakként élte meg, cseh és magyar származása miatt a szlovák környezet nehezen fogadta el.

#### 1. FC Slovácko
2003-ban leigazolta az 1. FC Slovácko és a Cseh Labdarúgó szövetség hathatós segítségével felvette édesapja utána a cseh állampolgárságot amely megnyitotta számára a válogatottsághoz vezető utat. Azonban egy év után távozott.

#### FC Slovan Liberec
Az új csapatában nem érezte megfelelőnek a feltételeket ezért még szezon közben eligazolt az 1. FC Brno csapatához.

### Profi karrier

#### 1. FC Brno
Brünn csapatában cseh első osztályú labdarúgóvá vált, két szezont töltött el a tartalékcsapatnál és egy nagyon sikeres évet az első osztályban ahol 76 pályáralépés alkalmával 12 gólt szerzett.

#### AC Sparta Praha
Brünnből kölcsönbe Prágába került az AC Sparta Praha csapatához, ahol nem sikerült beverekednie magát a kezdőcsapatba.

#### Győri ETO
A Győri ETO 2012 június 30-ig megszerezte kölcsönbe.

## Statisztika
| Klub           | Szezon | Bajnokság     | Bajnokság | Országos kupa | Országos kupa | Ligakupa      | Ligakupa | Nemzetközi kupa | Nemzetközi kupa | Összesen      | Összesen |
| Klub           | Szezon | Pályára lépés | Gól       | Pályára lépés | Gól           | Pályára lépés | Gól      | Pályára lépés   | Gól             | Pályára lépés | Gól      |
| -------------- | ------ | ------------- | --------- | ------------- | ------------- | ------------- | -------- | --------------- | --------------- | ------------- | -------- |
| Zbrojovka Brno |        |               |           |               |               |               |          |                 |                 |               |          |
| 2005–06        | 1      | 0             | 0         | 0             | –             | –             | –        | –               | 1               | 0             |          |
| 2006–07        | 22     | 3             | 0         | 0             | –             | –             | –        | –               | 22              | 3             |          |
| 2007–08        | 29     | 5             | 0         | 0             | –             | –             | –        | –               | 29              | 5             |          |
| 2008–09        | 24     | 4             | 0         | 0             | –             | –             | –        | –               | 24              | 4             |          |
| 2010–11        | 21     | 3             | 0         | 0             | –             | –             | –        | –               | 21              | 3             |          |
| Összesen       | 97     | 15            | 0         | 0             | 0             | 0             | 0        | 0               | 97              | 15            |          |
| Sparta Praha   |        |               |           |               |               |               |          |                 |                 |               |          |
| 2009–10        | 5      | 0             | 0         | 0             | –             | –             | 4        | 0               | 9               | 0             |          |
| Összesen       | 5      | 0             | 0         | 0             | 0             | 0             | 4        | 0               | 9               | 0             |          |
| Győr           |        |               |           |               |               |               |          |                 |                 |               |          |
| 2011–12        | 10     | 1             | 2         | 0             | 6             | 0             | –        | –               | 18              | 1             |          |
| 2012–13        | 25     | 3             | 6         | 2             | 5             | 1             | –        | –               | 36              | 6             |          |
| 2013–14        | 18     | 4             | 4         | 2             | 3             | 0             | 2        | 0               | 27              | 6             |          |
| 2014–15        | 11     | 2             | 3         | 2             | –             | –             | 0        | 0               | 14              | 4             |          |
| Összesen       | 64     | 10            | 15        | 6             | 14            | 1             | 2        | 0               | 95              | 17            |          |
| MTK Budapest   |        |               |           |               |               |               |          |                 |                 |               |          |
| 2015–16        | 22     | 5             | 3         | 3             | –             | –             | 2        | 1               | 27              | 9             |          |
| Összesen       | 22     | 5             | 3         | 3             | 0             | 0             | 2        | 1               | 27              | 9             |          |
| Mezőkövesd     |        |               |           |               |               |               |          |                 |                 |               |          |
| 2016–17        | 32     | 4             | 6         | 1             | –             | –             | –        | –               | 38              | 5             |          |
| 2017–18        | 18     | 3             | 0         | 0             | –             | –             | –        | –               | 18              | 3             |          |
| Total          | 50     | 7             | 6         | 1             | 0             | 0             | 0        | 0               | 56              | 8             |          |
| Karrier összes |        | 238           | 37        | 24            | 10            | 14            | 1        | 8               | 1               | 284           | 49       |